# Château de Mareil-le-Guyon
Le château de Mareil-le-Guyon est un château français du XVIIe siècle situé dans la commune de Mareil-le-Guyon, dans le département des Yvelines et la région Île-de-France.

## Histoire
Du latin maroialum qui signifie « localité voisine d’un marécage » et de Guyon (seigneur des lieux et diminutif de Guy)[réf. souhaitée], Mareil-le-Guyon est une seigneurie où se sont succédé d’importantes familles de l’histoire de France.
Au XIIIe siècle, les seigneurs de Mareil ont suivi leur voisin Simon IV de Montfort devenu chef de la croisade des Albigeois.
Pendant la guerre de Cent Ans, la région et le château fort de Mareil furent assaillis par les Anglais.
Des guerres de Religion jusqu’à la fin du XVIe siècle, le château changea souvent de main. C’est à cette époque qu’on combla les douves et construisit le château qui est la base de celui que l’on connaît aujourd’hui.
Sous le long règne de Louis XIV, Nicolas Menueau vendit la propriété pour payer ses dettes notamment celle de son tailleur.
En 1719, la famille Chaumont de La Galaizière acquiert le château et le conserve jusqu'en 1789. Les plus célèbres membres de cette famille sont Antoine-Martin Chaumont de La Galaizière, marquis de La Galaizière, nommé « intendant des troupes françaises en Lorraine » par Louis XV et chancelier du Roi Stanislas Ier en 1737 et son fils Antoine Chaumont de La Galaizière, intendant de Lorraine et d'Alsace. Une peinture monumentale, spécialement commandée 40 ans après les événements, décorait le mur d’un salon du château. On y voyait le roi Stanislas prenant dans ses mains celles que lui offre son futur chancelier en signe d’allégeance. Stanislas conservait son titre de roi mais c’est le chancelier qui détenait le pouvoir au nom du roi de France.
Au XVIIIe siècle, Mareil s’agrandit. Pourvu d’ailes de chaque côté, il pouvait aisément accueillir la nombreuse famille du marquis. Celle-ci est ensevelie en la chapelle seigneuriale de l’église attenante au parc, comme en font foi leurs épitaphes armoiriées.
Pendant la Révolution française, le château fut confisqué puis rendu à « l’émigré Chaumont dit Lagalaizière » à partir du primidi 11 germinal an II (1794)[réf. souhaitée].
Le XIXe siècle est le siècle des femmes à Mareil : la baronne Le Peletier d’Aunay, la baronne Séguier[réf. souhaitée], la duchesse d'Avaray[réf. souhaitée], respectivement fille, petite-fille et arrière petite-fille Chaumont, sont les différentes propriétaires du château jusqu’à la Première Guerre mondiale. Il est acquis par le banquier David David-Weill.
En 2007, le château est voué à l’accueil de séminaires d’entreprises.